# شاكر بسباس
شاكر بسباس، صحفي، إعلامي ومخرج تونسي من مواليد 21 فيفري 1983 بتونس العاصمة، ويعمل حاليا في إذاعة موزاييك أف أم "الإذاعة الأولى في تونس" والتي تحظى بنسبة استماع عالية.

## حياته
درس شاكر في المدرسة الإعدادية بالمدينة الجديدة بولاية بن عروس، واصل عقب ذلك دراساته العليا في القانون في جامعة تونس، ثم تحصل بعد ذلك على الماجستير في الصحافة من المدرسة العليا للصحافة في باريس.

## في الإذاعة
بدأ شاكر المشاركة في المجال الإذاعي في سن مبكرة، فكان أو ظهور على الأثير وهو بسن الحادية عشر على اذاعة المنستير، ثم بعد ذلك قدم أول حصة إذاعية له بعنوان "إكسبريسو ويكاند" على راديو اكسربرس أف أم، كما أنه عمل في العديد من المحطات الإذاعية التونسية مثل شمس إف إم: شمس ماغ، ستوديو شمس، حل الكتاب، الانترفيو، الماتينال إكسبرس إف إم: حصة صباحية، وجوهرة أف أم: حصة صباحية، ويعمل حاليا في إذاعة موزاييك إف إم : برنامج موزاييك، الذي يلقى نسب استماع عالية.

## في المسرح
كانت بدايته مع جمعية البعث المسرحي بالمنستير وفي المسرح المدرسي في معهد فطومة بورقيبة في المنستير تحت إشراف الممثل والمخرج علاء الدين ايوب، ثم خاض تجارب في المسلسلات الاذاعية في اذاعة المنستير :على غرار مسلسل الهوى قرطاج، إخراج علاء الدين أيوب ثم التحق بالمسرح الوطني من خلال تربص دروب، كما أن له تجارب أخرى في المسرح الجامعي فقد أسس نادي مسرح في كلية العلوم القانونية، ثم أنتج وأخرج  " مسرحية 2 بلاش " مع عمار اللطيفي وكانت له تجارب مسرحية مع جمعية les fous de la scène في ولاية بنزرت ومن بين الأعمال التي شارك فيها : مسرحية المحطة إخراج ظافر غريسة، إضافة إلى مشاركته في مسرحية مدرسة الشيطان من إخراج معز العاشور، و نص اريك آمنويال شميت.

## في السينما
سينمائيا، كان له تجارب متنوعة وكان من رواد سينما الهواة ونواديها على غرار نادي الطاهر الحداد ،نادي كاميرا، كما أنه كان عضو لجنة تحكيم في المهرجان الدولي لسينما الهواة في قلبيية لسنتنين في الجائزة الخاصة بالافلام الي تعالج قضايا الفساد، شارك أيضا في انتاج فليم قصير سوري تونسي "حرب"، كما أنه أخرج وثائقيا بعنوان "في حيّنا" وفيلم "هنّ" 

## في الصحافة
عمل شاكر في مجال الصحافة المكتوبة والسمعية البصرية، كرئيس تحرير لكل من موقع  آخر خبر أونلاين وTunigazette ، وكان يكتب كذلك لجريدة الصباح، إضافة لجريدة  Slate Afrique magazine، كما أن له تجارب في التقديم التلفزيوني على قناة التاسعة في برنامج "حدث هذا اليوم"، وشارك في تقديم المناظرات التلفزيونية للانتخابات التشريعية والرئاسية على التلفزة الوطنية.

## دوليا
تعاون انتاجيا مع عدة قنوات أجنبية و عربية على غرار: bbc العربي ،قناة الغد العربي ،Arte، التلفزة السويسرية، public sénate euronews، ووكالة الأناضول كما أنه عمل مراسل للإذاعة المغربية ميدي 1. 